# Augusto de Lima
Augusto de Lima är en kommun i Brasilien.   Den ligger i delstaten Minas Gerais, i den sydöstra delen av landet, 500 km sydost om huvudstaden Brasília. Antalet invånare är 4 962.
Omgivningarna runt Augusto de Lima är huvudsakligen savann. Runt Augusto de Lima är det mycket glesbefolkat, med 3 invånare per kvadratkilometer.